# Білас-Березова Олена Володимирівна
Олена Володимирівна Білас-Березова 30 жовтня 1967, Трускавець Львівської обл. — українська мисткиня, майстриня народної художньої вишивки та прикрас з бісеру. Член НСМНМУ з 1993 р. Член Львівського обласного осередку Національної спілки майстрів народного мистецтва України, мистецтвознавиця.

## Життєпис
Закінчила факультет математики та інформатики Дрогобицького державного педагогічного інституту ім. І. Франка., Львівську академію мистецтв. (історія та теорія мистецтв), мистецтвознавиця.
З 1995 р. — директорка Художнього музею імені Михайла Біласа. в Трускавці.
Творчий доробок мисткині — сервети, доріжки, рушники, блузки, вироби з бісеру. Вироби створені на основі традиційних народних творів Бойківщини, Гучульщини, Сокальщини, Яворівщини, Полтавщини, Волині тощо.
Брала участь у понад 50 обласних, всеукраїнських та міжнародних виставах.
Мешкає в Трускавці.